# Colin Kolles
Colin Kolles (Timişoara, 13 de diciembre de 1967) es un odontólogo, jefe de equipo y director general de automovilismo rumano-alemán. Trabajó en Hispania Racing F1 Team durante dos temporadas (2010-2011), habiendo ocupado previamente posiciones similares en otros equipos como Jordan, Midland, Spyker y Force India desde 2005 hasta 2008. Vive en Ingolstadt, Alemania, y tiene la nacionalidad alemana.
Kolles se graduó como odontólogo, que era el negocio familiar, aunque las pruebas que intentan demostrar que su padre era el dentista personal del antiguo dictador rumano Nicolae Ceauşescu pueden no ser verídicas. En 2000 él se introdujo en la competición fundando la escudería Kolles Racing para el Campeonato Alemán de Fórmula 3, y posteriormente la escudería TME Racing de las Euroseries de Fórmula 3. Fue empleado como director general de la escudería Jordan Grand Prix por su nuevo propietario, Alex Shnaider, en 19 de enero de 2005.
Aun a pesar de recibir algunas críticas en 2005 por su actitud de "cabezón", Kolles mantuvo su posición como director jefe de la escudería, presidiendo el lanzamiento del Midland M16 que participaría en la temporada 2006 de Fórmula 1. Después del cambio de dueño de la escudería por parte de Spyker y luego Force India, él retuvo el puesto de director jefe.
A pesar de dirigir una escudería de Fórmula 1, Kolles todavía sigue ejerciendo la odontología. Antes del Gran Premio de Turquía de 2005, fue forzado a practicar cirugía dental a su piloto Tiago Monteiro, quien sufría un dolor de muelas lo suficientemente fuerte como para mantenerlo fuera de la carrera. Él también practicó un procedimiento similar al otro piloto de Midland, Christijan Albers, en el Gran Premio de Francia de 2006.
En noviembre de 2008, se anunció que el jefe de Force India, Vijay Mallya iba a tomar el puesto de jefe de escudería para la temporada 2009 de Fórmula 1, dejando a Kolles sin un papel de importancia dentro de la escudería. Kolles siguió con contrato en el equipo hasta el 31 de octubre de 2009, cuando dimitió de su puesto.
Kolles formó entonces su propio equipo para competir en las 24 Horas de Le Mans en ese mismo año y en las Le Mans Series, en los que inscribió un par de Audi R10 exoficiales conducidos por Michael Krumm, Charles Zwolsman, antiguos conductores de monoplazas como Andy Meyrick y Christian Bakkerud, y a veces pilotos de Fórmula 1 como Christijan Albers y Narain Karthikeyan. Giorgio Mondini ha sido confirmado como participante en las 24 Horas de Le Mans en lugar de Krumm, que está desarrollando el Nissan GT-R para la marca en su lugar. André Lotterer también competirá en Le Mans, en lugar de Meyrick. Él condujo en un equipo en la Deutsche Tourenwagen Masters de 2009, junto a Bakkerud, Johannes Seidlitz y Tomáš Kostka, conduciendo varios Audi A4 con dos años de antigüedad.
En febrero de 2010, Kolles fue contratado como jefe de equipo del debutante HRT F1 Team, como parte del trato para rescatar el equipo y posicionarlo en la temporada 2010. Sustituyó al fundador del equipo Adrián Campos y durante dos temporadas cumplió la función de Jefe de Equipo y director general. Fue sustituido para la temporada 2012 por Luis Pérez-Sala. En 2014 fue asesor de Caterham F1 Team y parte del proyecto de Fórmula 1 fallido Forza Rossa Racing. Desde entonces dirige al equipo ByKolles, el cual compite principalmente en Le Mans.